# Ma'abara

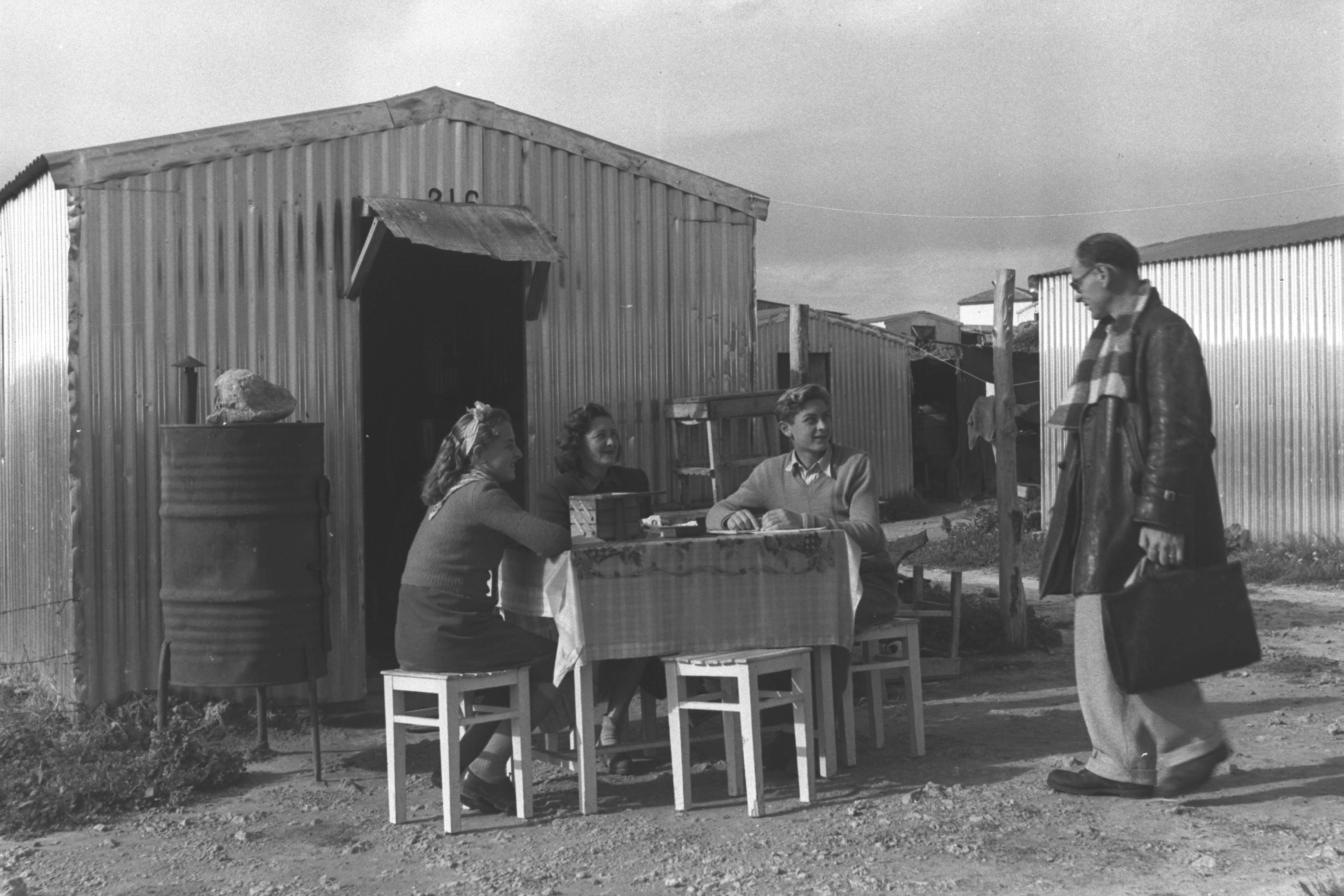
Ebrei immigrati davanti alla propria abitazione provvisoria nella ma'abara di Nahariya (1952).

La ma'abara (in ebraico מעברה‎?, pl. ma'abarot, מעברות; da ma'avar, מעבר, "transito") era il campo in cui provvisoriamente venivano sistemati gli ebrei immigrati in Palestina durante gli anni cinquanta del XX secolo.
Nei mesi immediatamente successivi alla proclamazione dello Stato di Israele, le ma'abarot ivi allestite ospitarono decine di migliaia di persone appena arrivate: nei primi anni '50 giunsero dall'Iraq oltre 130.000 ebrei, che andarono ad aggiungersi ai 90.000 già stipati nelle 125 ma'abarot esistenti. 
Le condizioni di vita non erano facili: gli ospiti, sistemati in tende, dovevano condividere i servizi igienici a loro disposizione, numericamente insufficienti rispetto all'alto numero di persone.
Già verso la metà degli anni '50 le ma'abarot persero di importanza: da un lato, gran parte dei loro abitanti trovò sistemazione nelle città esistenti o in quelle appena fondate in Israele; dall'altro, diverse ma'abarot (tra cui Kiryat Shmona, Sderot, Beit She'an, Yokneam Illit, Or Yehuda, Nahariya e Migdal HaEmek) divennero vere e proprie città.
Nel 1963 le ultime ma'abarot rimaste furono definitivamente smantellate.